# 竹谷大江堀
竹谷大江堀（たけやおおえぼり）は、宮城県大崎市鹿島台の竹谷地区にある江戸時代から続く堀割（用水路）。

## 概要
寛永19年（1642年）に竹谷地区が集落形成され、旧仙台藩の大身侍、茂庭氏の家中が集住した町並みの道路の中央に、灌漑用水・生活用水・防災用水として使うため幅2m、南北1kmに渡り土側溝（割堀）を築いたもので、現在はコンクリート側溝に改修されて、旧集落・旧町並みが残されている。

## 所在地
〒989-4102　 宮城県大崎市鹿島台木間塚字竹谷

## アクセス
- 東日本旅客鉄道鹿島台駅から、国道346号線と宮城県道16号線経由、車で10分